# Bengt Liedstrand
Bengt Olof Liedstrand, född 25 oktober 1911 i Ekerö församling, död 25 mars 2003 i Trosa stadsförsamling, var en svensk ishockeymålvakt i Södertälje SK och Hammarby IF.
Bengt Liedstrand representerade Södertälje mellan åren 1927 och 1929 och Hammarby mellan åren 1929 och 1943. Han blev svensk mästare sex gånger. Han deltog även i Sveriges herrlandslag i VM i ishockey 1935 och VM 1937.

## Meriter
- SM-guld 1932, 1933, 1936, 1937, 1942, 1943